# Иттенбах, Олаф
Олаф Иттенбах (нем. Olaf Ittenbach; род. 1 апреля 1969, Фюрстенфельдбрук, Бавария) — немецкий режиссёр, актёр, художник по спецэффектам, работающий в жанре фильмов ужасов.

## Биография
Олаф Иттенбах родился в 1969 году в Фюрстенфельдбруке, Германия. До прихода в кинематограф работал зубным техником. В 1989 году дебютировал своим первым фильмом «Тёмное прошлое» (нем. Black Past). С этого времени в качестве режиссёра и художника по спецэффектам специализируется на производстве фильмов ужасов. Женат на Мартин Иттенбах (урождённая Шустер) с 2004 года, снявшейся в нескольких его фильмах. В 2005 году создал специальные эффекты для фильма «Бладрейн» режиссёра Уве Болла.

## Фильмография
| Год  |   | Русское название        | Оригинальное название          | Роль            |
| ---- | - | ----------------------- | ------------------------------ | --------------- |
| 1989 | ф | Тёмное прошлое          | Black Past                     | режиссёр, актёр |
| 1992 | ф | Пылающая луна           | The Burning Moon               | режиссёр, актёр |
| 1997 | ф | Премутос - падший ангел | Premutos — Der gefallene Engel | режиссёр, актёр |
| 2001 | ф | Легион живых мертвецов  | Legion of the Dead             | режиссёр        |
| 2003 | ф | За гранью времён        | Beyond the Limits              | режиссёр        |
| 2006 | ф | Семейный советник       | Familienradgeber               | режиссёр        |
| 2007 | ф | Развод                  | Dard Divorce                   | режиссёр, актёр |
| 2010 | ф | Без причин              | No Reason                      | режиссёр, актёр |